# Ruggieria indoiranica
Ruggieria indoiranica is een mosselkreeftjessoort. De wetenschappelijke naam van de soort is voor het eerst geldig gepubliceerd in 1981 door Jain.